# Вулиця Промислова (Львів)
Ву́лиця Промисло́ва — вулиця, що розташована на межі Шевченківського та Личаківського районів Львова, в місцевості Підзамче. Сполучає вулиці Хмельницького та Липинського. Прилучаються вулиці Волинська, Бобинського, Равська та Городницька.

## Історія та назва
Вулиця утворена наприкінці XIX століття і від 1901 року відома під назвою — вулиця Нової Різні, оскільки прямувала до міської бойні (різні), яка за радянських часів була перетворена на львівський м'ясокомбінат. Від 1950 року має сучасну назву — вулиця Промислова, через значну кількість промислових підприємств, розташованих на ній. 
За радянських часів вулиця Промислова була значно довшою, бо перетинала сучасну вулицю Липинського та прямувала на північ/північний захід ще на 2,5 км аж до межі міста. У 1990-х роках цю ділянку вулиці Промислової виокремили в окрему вулицю та назвали її на честь українського кіноактора, кінорежисера, сценариста Івана Миколайчука. 

## Забудова
В забудові вулиці Промислової присутні сецесія, польський та радянський конструктивізм 1930—1950-х років, але на вулиці переважає промислова забудова. Лише незначна частина вулиці, переважно південна, забудована одно-, дво- та триповерховими житловими будинками, спорудженими у першій половині XX століття, а також є декілька приватних садиб та один житловий п'ятиповерховий будинок радянських часів.
№ 6 — Шевченківське районне відділення ДАІ. Нині — житловий будинок.
№ 7 — за радянських часів тут містилася Всесоюзна школа передового досвіду обласного управління сільського господарства, нині — львівська регіональна державна лабораторія Держпродспоживслужби України.
№ 9 — Львівська обласна державна лікарня ветеринарної медицини. Також тут містяться Управління безпечності харчових продуктів та ветеринарної медицини Головного управління Держпродспоживслужби у Львівській області.
№ 18 — філія комунальної 5-ї стоматологічної поліклініки м. Львова.
№ 25 — ВАТ «Сяйво», що спеціалізується на виробництві побутової електроосвітлювальної арматури.
№ 27 — Львівське швейне ТДВ «Львівський Маяк», заснована у 1944 році на базі дрібних ательє, як львівська швейна фабрика № 1. У червні 1962 році на базі швейної фабрики № 1 створено ВО «Львівська швейна фірма „Маяк“», до складу якої увійшли 15 фабрик Західного регіону України. 1963 року після реорганізації у складі фірми залишили лише фабрики, розташовані у Львівській області. У складі об'єднання: головне підприємство, Львівська філія, Бродівська та Золочівська швейні фабрики. Від 1992 року — орендне підприємство «Львівська швейна фірма „Маяк“» та відокремлено Бродівську та Золочівську швейні фабрики. Від 1993 року — ВАТ «Маяк». 1997 року виокремилася Львівська швейна фабрика. Від 2011 року — Львівське швейне ТДВ «Львівський Маяк».
№ 29 — комплекс будівель трамвайного депо № 2 ЛКП «Львівелектротранс». Цехи цього депо, які розміщено ближче до вулиці Промислової, збудовано у 1907—1908 роках за проєктом архітектора Яна Богуцького у стилі сецесія геометрична та були урочисто відкриті 22 серпня 1908 року. У 1939 році, після створення Львівського трамвайного тресту, отримало назву «Депо № 2». Сюди потрапляли переважно застарілі та зношені трамвайні вагони.
У 1978 році розпочалася перша модернізація з розширенням території та будівництвом нового профілакторію із мийним комплексом. Після удосконалення, трамвайне депо № 2 мало вміщувати до 120 трамвайних вагонів моделі «Tatra KT4SU». Новий профілакторій був проїзного типу з трьома оглядовими канавами. В будівлі профілакторію були й допоміжні приміщення, де ремонтували окремі агрегати. Під час реконструкції збудували будинок диспетчерської з мозаїчним панно.
На початку 2014 року розпочали реконструкцію профілакторію. Фінансування здійснювалося за кошти кредиту Європейського банку реконструкції та розвитку. Реалізувати проєкт вдалося із третьої спроби.
№ 45 — в будинку міститься видавництво літературної агенції «Піраміда», засноване Василем Гутковським у 1995 році.
№ 46 — за радянських часів тут був львівський птахокомбінат.
№ 50/52 — семиповерхова офісна будівля бізнес-центру «Український капітал» реконструйована у 2006 році, що входить до складу бізнес простору «Промисловий». У 1950-х роках в будинку містилася школа фабрично-заводського навчання львівського м'ясокомбінату. Нині тут розташовані Львівське регіональне управління АТ «Полтава-банк», ресторан «Капітал», офіс транспортної компанії «САТ» № 3 тощо.
№ 53 — у 1920-х роках було збудовано три невеликих шкіряних фабрики «Мазега», «Палліс», «Таннер», які у 1939 році націоналізовано радянською владою, а у повоєнний час об'єднано в державний шкірзавод № 3. У грудні 1961 року державний шкірзавод № 3 перейменовано на шкіряну фірму «Світанок». Відтоді підприємство декілька разів змінювала назву, переважно, в залежності від форми власності: «Львівське державне шкіряне підприємство „Світанок“» (1976—1993), «Львівське орендне шкіряне підприємство „Світанок“» (1993—2002), Відкрите акціонерне товариство «Шкіряне підприємство „Світанок“» (2002—2010), Публічне акціонерне товариство «Шкіряне підприємство „Світанок“» (від 6 травня 2010 року).
№ 54/56 — за цією адресою від 1904 року розташовувалася нова міська різня (бойня). «Нова різня» виглядала, як ціле автономне містечко. Відповідно до новітнього німецького планувального підходу, в окремих будівлях розмістилися: власне різня, ветеринарний та санітарний центри, відгороджений муром ринок, численні адміністративні будинки з офісами та помешканнями для працівників, машинні приміщення з найновішим паровим устаткуванням, які забезпечували виробництво власної електроенергії та штучного льоду. Власна залізнична колія сполучала «Нову різню» зі станцією Підзамче. Споруди зводилися із використанням, на той час, новітніх залізобетонних технологій. У зовнішньому оформленні домінував цегляний промисловий стиль. Наприкінці 1930-х років було проведено реконструкцію усього комплексу. У радянські часи тут функціонував львівський м'ясокомбінат, який після 1991 року занепав. Нині територію та приміщення колишнього м'ясокомбінату орендує низка підприємств. Зокрема, в будинку № 56 нині міститься Львівське комунальне підприємство «Лев», що спеціалізується на вилові й стерилізації безхатніх тварин. При ЛКП «Лев» діє ветеринарна клініка.
№ 60 — триповерхова будівля побутово-спортивного комплексу. На першому поверсі розташовані приміщення побутового обслуговування та магазини зі спортивним обладнанням та харчуванням, а на другому та частині третього поверхів розташований спорткомплекс. За цією ж адресою, розташоване відділення «Акордбанку» № 45.

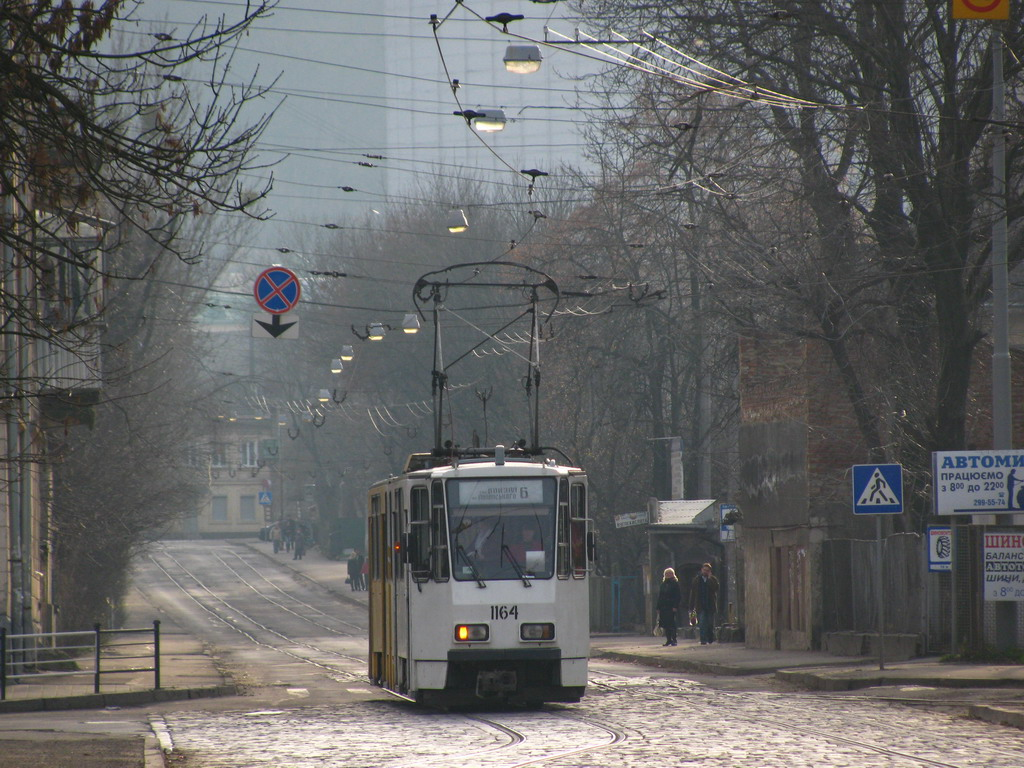
Трамвай № 6 на Промисловій біля вул. Волинської
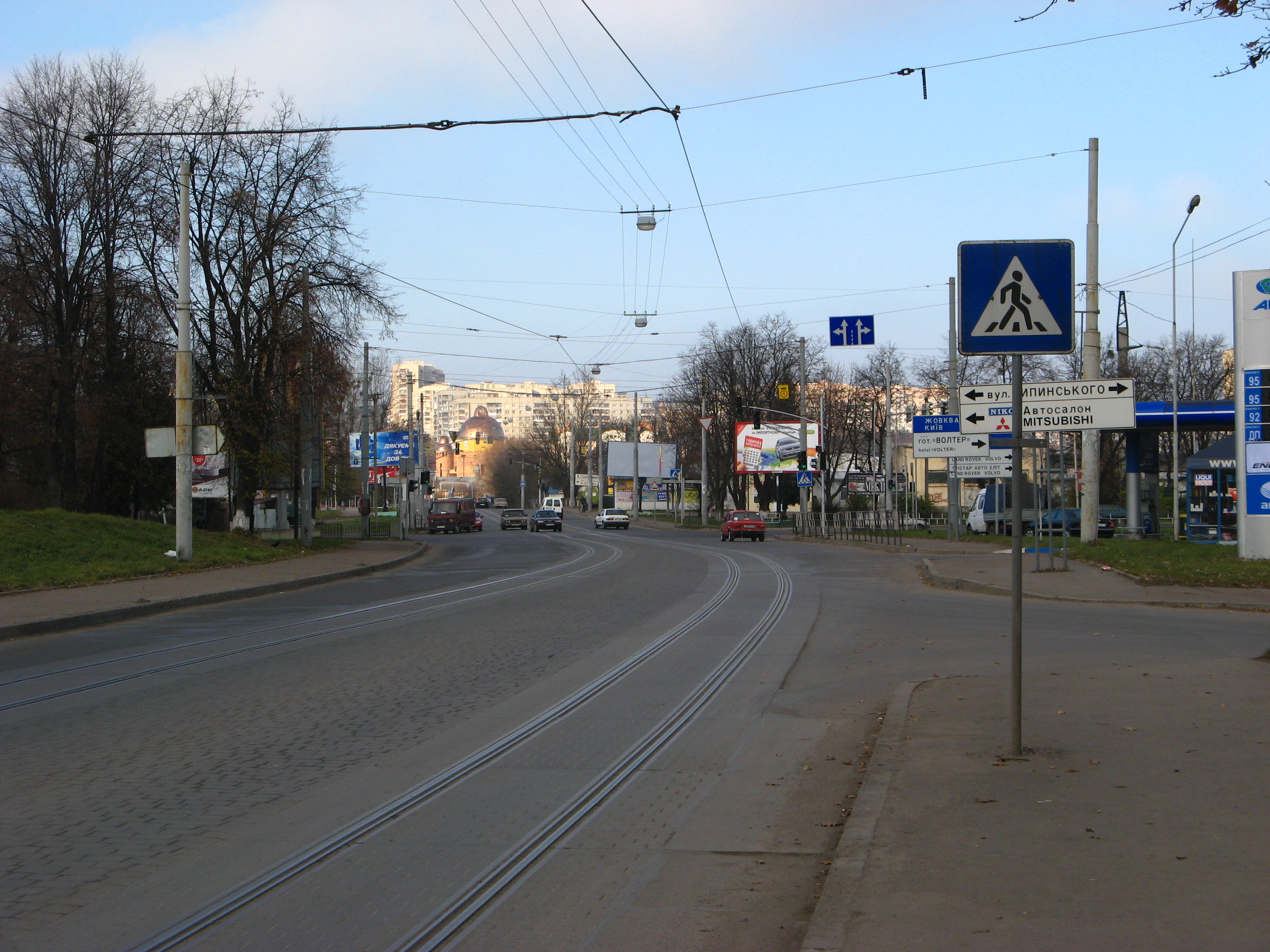
Вулиця Промислова. Вдалині — висотна забудова Збоїщ